# البرايك (الجميمة)

تعديل مصدري - تعديل

البرايك هي إحدى قرى عزلة ظهاى بمديرية الجميمة التابعة لمحافظة حجة، بلغ تعداد سكانها 11 نسمة حسب تعداد اليمن لعام 2004.